# NK Jaska Vinogradar Jastrebarsko
Nogometni klub "Jaska Vinogradar" (NK "Jaska Vinogradar", "Jaska Vinogradar" Jastrebarsko, "Jaska Vinogradar") je nogometni klub iz Jastrebarskog, Zagrebačka županija, Hrvatska.

## O klubu
NK "Jaska Vinogradar" je osnovan u ljeto 2021. godine spajanjem dva najuspješnija kluba s jastrebarskog područja – Jaske i Vinogradara. 2020. godine iznenada je preminuo dugogodišnji pokrovitelj Vinogradara Ivan Rubinić. Klub je preuzeo prostore "Jaske", ali i uspjehe "Vinogradara", među kojima i koeficijent za Hrvatski nogometni kup. Kao prve boje kluba su uzete plava i bijela, a za rezervnu zelena.

## Stadion
NK Jaska Vinogradar koristi stadion Marijan Bradvić Mara (poznat i kao "Centrala"), stadion u Mladini, te igralište u staroj vojarni u Jastrebarskom.

## Vanjske poveznice
- nkjaska.hr
- NK Jaska Vinogradar, facebook stranica
- (engl.) NK Jaska Vinogradar Jastrebarsko
- (engl.) tipsscore.com, NK Jaska Vinogradar Jastrebarsko  Arhivirana inačica izvorne stranice od 26. rujna 2021. (Wayback Machine)
- (engl.) transfermarkt.com, NK Jaska Vinogradar Jastrebarsko